# انتفاضة بوركينا فاسو 2014
كانت انتفاضة بوركينا فاسو 2014 عبارة عن سلسلة من الاحتجاجات وأعمال الشغب في بوركينا فاسو خلال شهر أكتوبر 2014، والتي سرعان ما امتدت إلى مدن متعددة. بدأت ردًا على محاولات تغيير الدستور للسماح للرئيس بليز كومباوري بالترشح مرة أخرى وتمديد سنواته الـ 27 في منصبه. انطلقت الاحتجاجات من المجتمع المدني وخاصة من شباب البلاد. بعد يوم صاخب في 30 أكتوبر، شمل مشاركة وزير الدفاع السابق كوامه لوغيه وإحراق مقر جمعية بوركينا فاسو الوطنية والمباني الحكومية الأخرى، بالإضافة إلى مقر حزب المؤتمر من أجل الديمقراطية والتقدم الحاكم، قام كومباوري بحل الحكومة وإعلان حالة الطوارئ قبل الفرار في نهاية المطاف إلى كوت ديفوار بدعم من الرئيس االحسن واتارا.
أعلن الجنرال أونوريه نابيري تراوري أن حكومة انتقالية ستدير البلاد حتى إجراء الانتخابات في غضون 12 شهرًا. بعد يوم آخر من الاحتجاجات الجماهيرية ورفضه في البداية الاستقالة، بعد تصاعد الضغط الداخلي، استقال كومباوري من رئاسته -التي استمرت 27 عامًا- في 31 أكتوبر وتولى تراوري منصب الرئيس المؤقت للدولة. ومع ذلك، قدم العقيد يعقوب إسحاق زيدا ادعاءًا بأنه رئيس مؤقت للدولة مشيرًا إلى عدم شعبية تراوري. وأكد بيان صادر عن قادة الجيش أن زيدا يحظى بدعمهم بالإجماع. ورفض تحالف من أحزاب معارضة لم يذكر اسمه استيلاء الجيش على السلطة. تم الدعوة إلى مزيد من الاحتجاجات في صباح يوم 2 نوفمبر، لكنها كانت أصغر. أعطى الاتحاد الأفريقي البلاد أسبوعين لإنهاء الحكم العسكري اعتبارًا من 3 نوفمبر. بحلول منتصف نوفمبر، تم الاتفاق بالإجماع على إطار عمل لإدارة تنفيذية وتشريعية انتقالية.